# وو وان‌کیئت
وو وان‌کیئت (ویتنامی: Võ Văn Kiệt؛ زادهٔ ۲۳ نوامبر ۱۹۲۲ – درگذشته ۱۱ ژوئن ۲۰۰۸) یک سیاست‌مدار اهل ویتنام که از ۱۹۹۲ تا ۱۹۹۷ نخست‌وزیر این کشور بود.